# 小処温泉
小処温泉（こどころおんせん）は、奈良県吉野郡上北山村小橡にかつてあった温泉。
2023年11月26日をもって営業を終了した。

## 泉質
- 硫黄泉（低張性・アルカリ性・低温泉）[2]
  - 加温濾過循環方式
- 泉温は摂氏25.6度（浴用加熱）[2]

## 温泉施設
- 奈良県道226号大台河合線小橡に日帰り入浴施設があった。

## アクセス
- 車 : 西名阪自動車道郡山ICから国道24号 国道309号を経て、大淀町から国道169号を熊野方面へ。

または名阪国道針ICから国道369号を南下し、国道370号を経て国道169号を熊野方面へ。
- 鉄道 : 近鉄吉野線大和上市駅から奈良交通バス 湯盛温泉杉の湯行きで終点乗り継ぎ、池原方面行きで約1時間30分河合バス亭から徒歩1時間30分